# Arón Piper
Arón Julio Manuel Piper Barbero, més conegut com a Arón Piper   (Berlín, 29 de març de 1997), és un actor i músic hispanoalemany. Es va donar a conèixer en protagonitzar la pel·lícula de Gracia Querejeta 15 años y un día (2013), però va saltar a la fama pel seu paper d'Ander en la sèrie original de Netflix Élite (2018).

## Biografia
Arón Piper va néixer a Berlín (Alemanya) el 29 de març de 1997. El seu pare és alemany i la seva mare és espanyola. Amb cinc anys es van traslladar a la Garrotxa a Olot i, després d'uns anys a Catalunya, es va traslladar a la costa d'Astúries, on va residir a Avilés i Luarca.
Després de tenir un paper secundari a Maktub, (2011), el 2013 va donar vida a Jon a la pel·lícula 15 años y un día de Gracia Querejeta, amb qui ja havia treballat a Fracaso escolar (2012). La cinta va ser seleccionada per representar Espanya als Premis Oscar i Arón va ser candidat al Premi Goya a la millor cançó original pel tema principal d'aquesta pel·lícula.
Des de 2018 forma part del repartiment de la sèrie Élite (Netflix), que es va mantenir durant diverses setmanes en la primera posició de la llista de binge-watching del portal IMDb. Ha participat en les primeres tres temporades de la sèrie i també apareixerà a la quarta temporada.
El 2020 va interpretar Iago, un alumne d'institut, a la sèrie de Netflix El desorden que dejas. Aquell mateix any va estrenar el seu primer tema, «Sigo», un tema urbà de trap que inclou la participació del raper Moonkey i produït per Mygal.

## Vida personal
El novembre de 2021 es va confirmar la seva relació amb la model i empresària catalana Jessica Goicoechea.

## Filmografia

### Cinema
| Any  | Títol                           | Paper             | Director                    | Notes                      |
| ---- | ------------------------------- | ----------------- | --------------------------- | -------------------------- |
| 2004 | The Gunman                      |                   | Daniel Millican             | Sense acreditar            |
| 2011 | Maktub                          | Iñaki             | Paco Arango                 | Secundari                  |
| 2012 | Fraco escolar                   | Nen               | Gracia Querejeta            | Curtmetratge; protagonista |
| 2012 | Only When I Have Nothing to Eat | Andy              | Aureli Vallez               | Protagonista               |
| 2013 | 15 años y un día                | Jon               | Gracia Querejeta            | Protagonista               |
| 2016 | La corona partida               | Ferran d'Habsburg | Jordi Frades                | Secundari                  |
| 2018 | Un minuto                       | Noi               | David Andrade Roberto Drago | Curtmetratge; protagonista |
| 2019 | Los Rodríguez y el más allá     | Jacobo            | Paco Arango                 | Secundari                  |

### Televisió
| Any/s           | Sèrie                 | Personatge            | Canal   | Notes       |
| --------------- | --------------------- | --------------------- | ------- | ----------- |
| 2016            | Centro médico         | Rubén Santos          | TVE     | 1 episodi   |
| 2017            | Centro médico         | Adrián Muriana García | TVE     | 1 episodi   |
| 2018–actualitat | Élite                 | Ander Muñoz           | Netflix | 24 episodis |
| 2019            | Derecho a soñar       | Luis Rojas            | TVE     | 65 episodis |
| 2020            | El desorden que dejas | Iago                  | Netflix | 8 episodis  |

## Premis i distincions
Premis Goya
| Any  | Categoria             | Títol            | Cançó                  | Resultat |
| ---- | --------------------- | ---------------- | ---------------------- | -------- |
| 2014 | Millor cançó original | 15 años y un día | Rap «15 años y un día» | Nominat  |

Fotogramas de Plata
| Any  | Categoria                 | Producció | Resultat |
| ---- | ------------------------- | --------- | -------- |
| 2021 | Millor actor de televisió | Élite     | Nominat  |